# グレッグ・バード (野球)
グレゴリー・ポール・バード（Gregory Paul Bird , 1992年11月9日 - ）は、アメリカ合衆国テネシー州メンフィス（コロラド州オーロラ育ち）出身のプロ野球選手（一塁手）。右投左打。リーガ・メヒカーナ・デ・ベイスボル（メキシカンリーグ）のチャロス・デ・ハリスコ所属。

## 経歴

### プロ入りとヤンキース時代

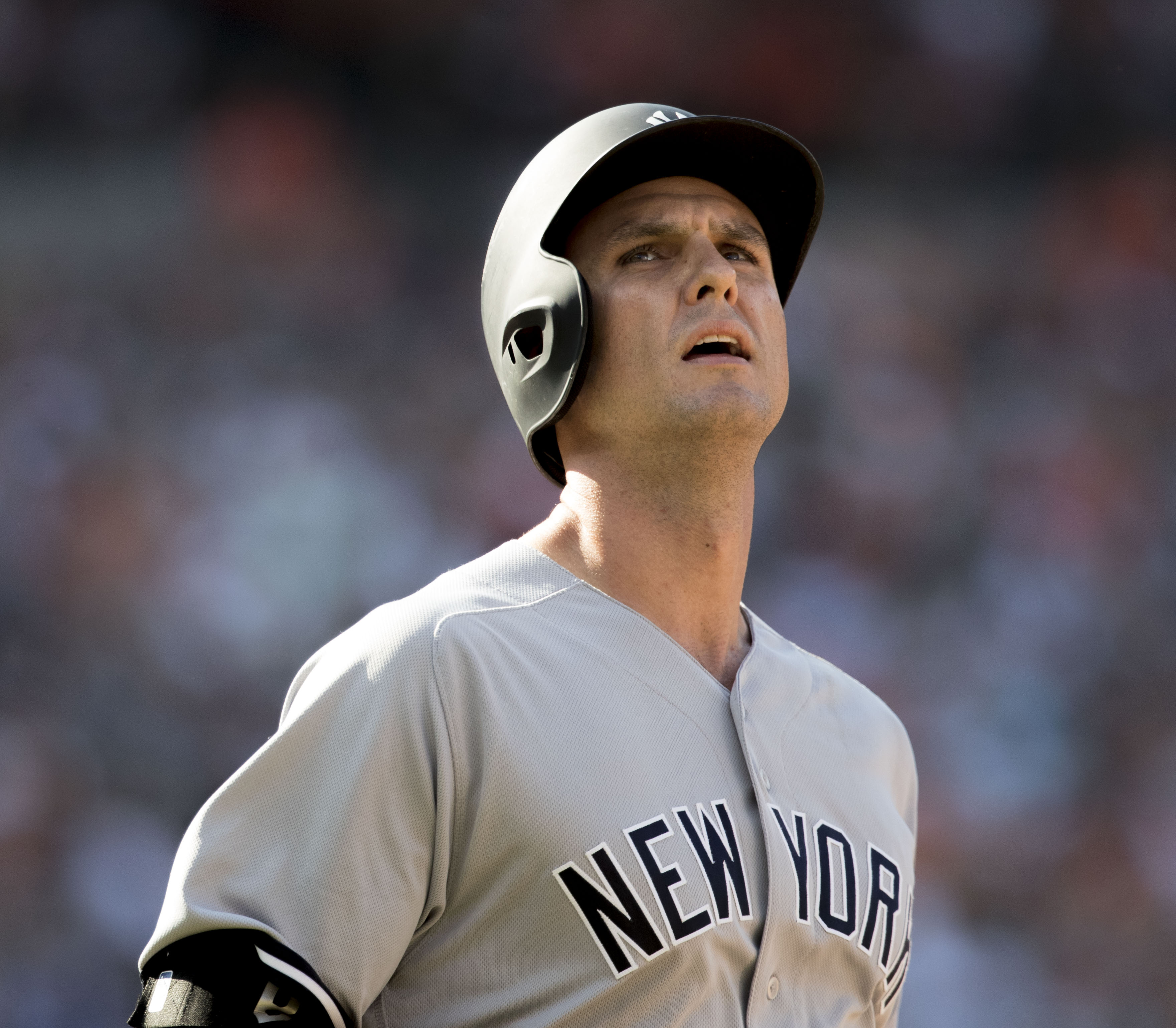
ニューヨーク・ヤンキース時代
(2017年9月4日)

2011年のMLBドラフト5巡目（全体179位）でニューヨーク・ヤンキースから指名され、アーカンソー大学に進学する事が決まっていたがヤンキースと契約を結び、プロ入りした。捕手としての入団だったが、プロ入り後に、一塁手にコンバートしている。この年は、傘下のルーキー級ガルフ・コーストリーグ・ヤンキースで4試合に出場した。
2012年は、ルーキー級ガルフ・コーストリーグ・ヤンキースで17試合に出場した後、A-級スタテンアイランド・ヤンキースに昇格したが、怪我で11試合にしか出場できなかった。
2013年は、A級チャールストン・リバードッグスで130試合に出場した。この年はヤンキースの最優秀マイナー選手に贈られる「ケビン・ローン賞」を受賞した。
2014年は、A+級タンパ・ヤンキースで開幕を迎えた。8月2日にAA級トレントン・サンダーに昇格した。オフには、アリゾナ・フォールリーグのスコッツデール・スコーピオンズに派遣された。6本塁打を記録するなど活躍し、この年のアリゾナ・フォールリーグMVPを受賞した。
2015年は、AA級トレントンで開幕を迎えた後、AAA級スクラントン・ウィルクスバリ・レイルライダースを経て8月13日にメジャー初昇格を果たし、アクティブ・ロースター入りした。同日のクリーブランド・インディアンス戦で「7番・一塁手」として先発起用され、5打数無安打だった。以後、主砲のマーク・テシェイラが故障で離脱した事もあり、一塁手のレギュラーとして出番を得た。レギュラーシーズンでは46試合に出場し、打率.261、11本塁打をマークした。
2016年は、右肩を故障して手術を受けたため、シーズンを全休した。
2018年は、自己最多の82試合に出場したが、打率.199、11本塁打、38打点に留まった。
2019年11月20日にDFAとなり、27日にFAとなった。

### レンジャーズ時代
2020年2月4日にテキサス・レンジャーズとマイナー契約を結び、スプリングトレーニングに招待選手として参加することになった。7月31日にメジャー契約を結んでアクティブ・ロースター入りした。8月11日にDFAとなり、14日にFAとなった。

### フィリーズ傘下時代
2020年9月15日にフィラデルフィア・フィリーズとマイナー契約を結んだ。

### ロッキーズ傘下時代
2021年2月11日にコロラド・ロッキーズとマイナー契約を結び、スプリングトレーニングに招待選手として参加することになった。この年はAAA級アルバカーキ・アイソトープスで112試合に出場し打率.267、27本塁打、91打点を記録したが、メジャーへの昇格機会はなかった。オフの11月7日にFAとなった。

### ブルージェイズ傘下時代
2022年3月10日にトロント・ブルージェイズとマイナー契約を結んだ。4月4日に契約のオプトアウト条項を行使し、自由契約となった。

### ヤンキース傘下時代
2022年4月6日、古巣であるニューヨーク・ヤンキースとマイナー契約を結んだ。AAA級スクラントン・ウィルクスバリで59試合に出場したが、打率.218、6本塁打、22打点という成績に終わり、7月13日に自由契約となった。

### 独立リーグ時代
2023年8月22日にフロンティアリーグのケベック・キャピタルズと契約した。11試合に出場して打率.277、1本塁打、4打点を記録した。シーズン終了後はオーストラリアン・ベースボールリーグ（ABL）のメルボルン・エイシズでプレーした。

### メキシカンリーグ時代
2024年2月7日にメキシカンリーグのチャロス・デ・ハリスコと契約した。

## 詳細情報

### 年度別打撃成績
| 年 度    | 球 団    | 試 合 | 打 席 | 打 数 | 得 点 | 安 打 | 二 塁 打 | 三 塁 打 | 本 塁 打 | 塁 打 | 打 点 | 盗 塁 | 盗 塁 死 | 犠 打 | 犠 飛 | 四 球 | 敬 遠 | 死 球 | 三 振 | 併 殺 打 | 打 率 | 出 塁 率 | 長 打 率 | O P S |
| -------- | -------- | ----- | ----- | ----- | ----- | ----- | -------- | -------- | -------- | ----- | ----- | ----- | -------- | ----- | ----- | ----- | ----- | ----- | ----- | -------- | ----- | -------- | -------- | ----- |
| 2015     | NYY      | 46    | 178   | 157   | 26    | 41    | 9        | 0        | 11       | 83    | 31    | 0     | 0        | 0     | 1     | 19    | 0     | 1     | 53    | 1        | .261  | .343     | .529     | .871  |
| 2017     | NYY      | 48    | 170   | 147   | 20    | 28    | 7        | 0        | 9        | 62    | 28    | 0     | 0        | 0     | 2     | 19    | 0     | 2     | 42    | 2        | .190  | .288     | .422     | .710  |
| 2018     | NYY      | 82    | 311   | 272   | 23    | 54    | 16       | 1        | 11       | 105   | 38    | 0     | 0        | 0     | 4     | 30    | 1     | 5     | 78    | 4        | .199  | .286     | .386     | .672  |
| 2019     | NYY      | 10    | 41    | 35    | 6     | 6     | 0        | 0        | 1        | 9     | 1     | 0     | 0        | 0     | 0     | 6     | 0     | 0     | 16    | 1        | .171  | .293     | .257     | .550  |
| MLB：4年 | MLB：4年 | 186   | 700   | 611   | 75    | 129   | 32       | 1        | 32       | 259   | 98    | 0     | 0        | 0     | 7     | 74    | 1     | 8     | 189   | 8        | .211  | .301     | .424     | .725  |

- 2019年度シーズン終了時

### 年度別守備成績
| 年 度 | 球 団 | 一塁（1B） | 一塁（1B） | 一塁（1B） | 一塁（1B） | 一塁（1B） | 一塁（1B） |
| 年 度 | 球 団 | 試 合      | 刺 殺      | 補 殺      | 失 策      | 併 殺      | 守 備 率   |
| ----- | ----- | ---------- | ---------- | ---------- | ---------- | ---------- | ---------- |
| 2015  | NYY   | 46         | 376        | 24         | 1          | 33         | .998       |
| 2017  | NYY   | 46         | 302        | 12         | 0          | 20         | 1.000      |
| 2018  | NYY   | 74         | 503        | 37         | 2          | 37         | .996       |
| 2019  | NYY   | 10         | 83         | 2          | 0          | 6          | 1.000      |
| MLB   | MLB   | 176        | 1264       | 75         | 3          | 96         | .998       |

- 2019年度シーズン終了時

### 背番号
- 31（2015年）
- 33（2017年 - 2019年）